# Premio de cultura de la asociación alemana de fotografía

## Premio Cultural de la Asociación Alemana de Fotografía.
El Premio Cultural (kulturpreis en alemán, Cultural Prize en inglés), es un premio que otorga la Asociación Alemana de Fotografía (DGPh por sus siglas en alemán). Fue fundado el 2 de octubre de 1958 y es otorgado desde 1959.

## Sobre la Asociación Alemana de Fotografía.
La Asociación Alemana de Fotografía es una organización cuyas actividades se ocupan principalmente de los intereses culturales de la fotografía y otros métodos del retrato de imágenes . Entre las actividades que realiza hay dos corrientes principales; la primera es el proceso convencional de la fotografía y sus diferentes expresiones en el arte, ciencia, educación, periodismo, la industria y la política; en segundo lugar, están los métodos poco convencionales y las nuevas formas tomar las imágenes. Esta asociación busca contribuir socialmente a la fotografía al hacer eventos públicos que la aclamen.

## A quién se otorga.
El premio se otorga a personalidades y a instituciones fotográficas cuyo trabajo de imagen, científico, periodístico o social ha adquirido un reconocimiento particular. La lista de ganadores del Premio Cultural de la Asociación Alemana de Fotografía incluye a fotógrafos de renombre como Henri Cartier-Bresson, Karl Lagerfeld, David Hockney y Wim Wenders.

## El premio.
Lo que reciben los premiados es un certificado y una lente montada en oro.

## Aplicaciones.
Es anual, no hay aplicaciones públicas.

## Premiados
| - 1959: Helmut Gernsheim y Robert Janker - 1960: Fritz Brill y Albert Renger-Patzsch - 1961: John Eggert, Hilmar Pabel, August Sander y Gustav Wilmanns - 1962: Alfred Eisenstaedt y Otto Steinert - 1963: Edith Weyde - 1964: Fritz Kempe y Emil Schulthess - 1965: Heinz Hajek-Halke y Felix H. Man - 1966: Man Ray y Alexander Smakula - 1967: Henri Cartier-Bresson y Edwin Herbert Land - 1968: Bruno Uhl, Chargesheimer, Charlotte March y Thomas Höpker - 1969: Herbert Bayer y Hellmut Frieser - 1970: Beaumont Newhall y L. Fritz Gruber - 1971: Dennis Gábor y Josef Svoboda - 1972: Ernst Haas - 1973: Walter Bruch, Leopold Godowsky, Jr. y Gotthard Wolf - 1974: Erwin Fieger y Willy Fleckhaus - 1975: Cruz Roja alemana - 1976: Rosemarie Clausen, Regina Relang y Liselotte Strelow - 1977: Wesley T. Hanson y Eberhard Klein - 1978: Gisèle Freund - 1979: Andor Kraszna-Krausz, Allan Porter y Wolf Strache - 1980: Ludwig Bertele y J. A. Schmoll - 1981: Harold E. Edgerton y J. Mitchell - 1982: Eliot Porter y Reinhart Wolf - 1983: Karl Pawek (póstumo) - 1984: Jacques-Henri Lartigue - 1985: Bernd y Hilla Becher - 1986: Paul K. Weimer - 1987: Irving Penn - 1988: William Klein - 1989: Paul B. Gilman, Erik Moisar y Tadaaki Tani - 1990: Cornell Capa, Sue Davies y Anna Farova | - 1991: Peter Keetman - 1992: Evelyn Richter - 1993: Lennart Nilsson - 1994: Christine Frisinghelli y Manfred Willmann - 1995: Mario Giacomelli - 1996: Karl Lagerfeld - 1997: David Hockney - 1998: Andreas Feininger - 1999: Grupo fotoform: Siegfried Lauterwasser, Wolfgang Reisewitz y Toni Schneiders. - 2000: Robert Häusser - 2001: F. C. Gundlach - 2002: A. D. Coleman y Richard Misrach - 2003: Wim Wenders y Mogens S. Koch - 2004: Daidō Moriyama - 2005: Wilfried Wiegand - 2006: Ed Ruscha - 2007: Sarah Moon y Robert Delpire - 2008: Steven J. Sasson - 2009: Wolfgang Tillmans - 2010: Stephen Shore - 2011: Klaus Honnef - 2012: Manfred P. Kage - 2013: Maryse Cordesse, Lucien Clergue, Jean-Maurice Rouquette y Michel Tournier - 2014: Gottfried Jäger - 2015: Trevor Paglen - 2016: Lothar Schirmer - 2017: Duane Michals - 2018: Wolfgang Kemp - 2019: Helga Paris - 2020: Ute Eskildsen - 2021: Artur Walther - 2022: Hans-Michael Koetzle |